# Aelurillus basseleti
Aelurillus basseleti là một loài nhện trong họ Salticidae.
Loài này thuộc chi Aelurillus. Aelurillus basseleti được Hippolyte Lucas miêu tả năm 1846.